# Nectarinia talatala
Nectarinia talatala, popularmente conhecido como beija-flor-de-barriga-brancaPT, é uma espécie de ave da família Nectariniidae.
Pode ser encontrada nos seguintes países: Angola, Botswana, República Democrática do Congo, Malawi, Moçambique, Namíbia, África do Sul, Suazilândia, Tanzânia, Zâmbia e Zimbabwe.